# Asian Champion Club Tournament 1967
Das Asian Champion Club Tournament 1967 war die erste Spielzeit des wichtigsten asiatischen Wettbewerbs für Vereinsmannschaften im Fußball. Sie fand vom 6. Mai bis 19. Dezember 1967 statt. Es wurden die Landesmeister aus acht asiatischen Ländern eingeladen. Noch vor dem Beginn zogen der indische und iranische Teilnehmer ihre Teilnahme zurück. Gespielt wurde im K.-o.-System mit Hin- und Rückspiel. Wegen der geringen Teilnehmerzahl musste der südkoreanische Vertreter erst im Halbfinale und der israelische erst im Finale antreten.
Hapoel Tel Aviv gewann den Wettbewerb durch ein 2:1 gegen Selangor FA im Finale in Bangkok, der Hauptstadt Thailands.

## Erste Runde
Die Hinspiele fanden am 6. und 18. Mai, die Rückspiele am 27. Mai und 3. Juni 1967 statt.
|                | Gesamt |                 | Hinspiel | Rückspiel |
| -------------- | ------ | --------------- | -------- | --------- |
| Selangor FA    | 2:1    | Vietnam Customs | 0:0      | 2:1       |
| South China AA | 1:2    | Bangkok Bank FC | 1:0      | 0:2       |

## Zweite Runde
Das Hinspiel fand am 15. Juli, das Rückspiel am 29. Juli 1967 statt.
|             | Gesamt |                 | Hinspiel | Rückspiel |
| ----------- | ------ | --------------- | -------- | --------- |
| Selangor FA | 1:0    | Bangkok Bank FC | 1:0      | 0:0       |

## Halbfinale
Das Hinspiel fand am 16. September, das Rückspiel am 21. Oktober 1967 statt.
|                 | Gesamt |             | Hinspiel | Rückspiel |
| --------------- | ------ | ----------- | -------- | --------- |
| Tungsten Mining | 0:1    | Selangor FA | 0:0      | 0:1       |

## Finale

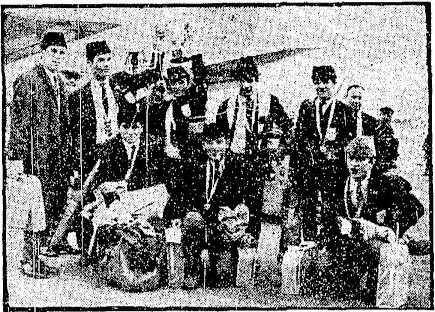
Spieler von Hapoel Tel Aviv mit dem Siegerpokal

Die Finale fand am 19. Dezember 1967 in Bangkok (Thailand) statt.
|                 | Ergebnis |             |
| --------------- | -------- | ----------- |
| Hapoel Tel Aviv | 2:1      | Selangor FA |